# Virginia Halas McCaskey
Virginia Halas McCaskey, née Virginia Marion Halas le 5 janvier 1923 à Chicago (Illinois) et morte le 6 février 2025, est une dirigeante américaine de football américain et la principale propriétaire des Bears de Chicago de la National Football League (NFL).
Elle est la fille du fondateur de l'équipe, George Halas, et hérite de la franchise à sa mort en 1983. Elle demeure à la tête de l'équipe jusqu'à sa propre mort en 2025.

## Biographie

### Jeunesse
Virginia Halas McCaskey est l'aînée des enfants du fondateur et propriétaire des Bears, George Halas et Minnie Bushing Halas. Virginia fréquente l'université Drexel, se spécialisant en gestion d'entreprise avec l'aspiration de servir de secrétaire à son père. Elle est une membre active de la sororité locale Pi Sigma Gamma, du Newman Club, du National Panhellenic Conference et du YWCA.
Virginia Halas McCaskey assiste à son premier match de championnat de la NFL en 1932, à l'âge de 8 ans. Elle est également présente lors du premier match intérieur de la NFL qui a lieu lors de cette même saison et lors de la victoire des Bears lors du championnat de 1940.

### Carrière
Virginia Halas McCaskey occupe officiellement les postes de secrétaire de la franchise des Bears, ainsi que membre du conseil d'administration de l'équipe. Elle est toutefois habilitée à voter pour ses enfants et petits-enfants. Entre eux, McCaskey et les autres héritiers de Halas possèdent 80 % des Bears. La franchise est entre les mains de la famille Halas-McCaskey depuis que George Halas a acquis les Staleys de Decatur auprès d'A. E. Staley et le déménagement de l'équipe à Chicago en 1921, rebaptisant l'équipe les Bears l'année suivante. Les Bears est la franchise de la NFL ayant appartenu le plus longtemps à la même famille.
George Halas avait initialement prévu que le frère cadet de Virginia, George « Mugs » Halas Jr., hériterait de l'équipe et lui a transmis la présidence en 1963. Cependant, Mugs décède subitement d'une crise cardiaque en 1979. C'est donc Virginia qui hérite des Bears lorsque son père meurt quatre ans plus tard.
Au cours de son mandat de propriétaire, les Bears remportent le Super Bowl XX en 1985, deux saisons après la mort de « Papa Bear ». En 1986, elle a dissous l'équipe de pom-pom girls de l'équipe, les « Honey Bears », après dix ans, affirmant que leurs performances sur le terrain étaient « sexistes et dégradantes pour les femmes ».
Cependant, l'équipe connait des difficultés dans les années 1990 et, depuis 1999, Halas McCaskey est devenue une propriétaire très peu impliquée dans les affaires courantes de l'équipe. Son fils Michael McCaskey est président de l'équipe de 1983 à 1999, date à laquelle il est licencié. Cependant, il reste président du conseil d'administration jusqu'au 6 mai 2011, date à laquelle son frère George prend le poste. George McCaskey était alors le directeur de la billetterie des Bears depuis 1991. Le président de l'équipe a le contrôle opérationnel. Lorsque Ted Phillips prend ses fonctions en 1999, c'est la première fois dans l'histoire de la franchise qu'un Halas ou un McCaskey ne détient pas ce titre et cette tendance continue sous Kevin Warren.
Le mari de Halas, Ed McCaskey, est auparavant président et trésorier des Bears. Bien que McCaskey n'ait jamais eu de part officielle de l'équipe, il agit en tant que copropriétaire aux côtés de sa femme avant son décès en 2003.
Le 21 janvier 2007, l'équipe remporte le trophée du championnat de la NFC, qui porte le nom du père d'Halas McCaskey. Elle qualifie ce moment comme « son jour le plus heureux jusqu'à présent ». Cette victoire face aux Saints de la Nouvelle-Orléans permet à l'équipe d'atteindre le Super Bowl XLI.
Virginia Halas McCaskey est l'une des dix femmes propriétaires de la NFL en 2022 avec Sheila Ford Hamp, Amy Adams Strunk, Kim Pegula, Carol Davis, Denise DeBartolo York, Gayle Benson, Janice McNair, Jody Allen et Dee Haslam.
Après la mort du propriétaire des Bills de Buffalo, Ralph Wilson, en mars 2014, elle devient la plus vieille propriétaire de la NFL et de toutes les ligues majeure aux États-Unis.
Après le décès du propriétaire des Cardinals de l'Arizona Bill Bidwill, en octobre 2019, McCaskey devient le propriétaire de la NFL avec la plus long mandat actif.
En 2023, elle est semi-finaliste pour le Pro Football Hall of Fame.

### Vie privée et mort
Virginia Halas McCaskey est connue pour être « fièrement privée » en ce qui concerne l'équipe que son père a bâtie, discutant rarement de l'aspect commercial de sa vie. Elle épouse Ed McCaskey en 1943, ils ont 11 enfants, 21 petits-enfants et 41 arrière-petits-enfants. McCaskey est catholique romaine et considérait que « la foi, la famille et le football » étaient indivisibles dans sa vie,.
Elle atteint les 100 ans le 5 janvier 2023 et meurt le 6 février 2025 à l'âge de 102 ans.